# Зекеријах Ђезић
Зекеријах Ђезић (Јања, Бијељина, 14. новембар 1937 — Сарајево, 17. октобар 2002) био је босанскохерцеговачки и југословенски певач народне музике.

## Каријера
Након основног и средњег образовања, студирао је на вишој Педагошкој школи у Тузли, а музичко образовање стицао код професора Стојана Несторовића. Затим је уписао Педагошку академију у Сарајеву - Одсек југословенска књижевност и енглески језик. Након завршетка студија, запослио се као професионални спикер на Радио Тузли, а након тога на Радио и ТВ Сарајево.
Познати бијељински писац и новинар, Јусуф Трбић, најбоље га описује: „Необично лијеп, достојанственог држања и господског гласа, запјевао је у чувеној љетној кафани у Градском парку, и одмах постао локална звијезда. Његов дубоки, сугестивни глас обиљежио је многе радио и телевизијске емисије. Али много већу популарност је стекао пјевањем, мада је и ту, као и у животу, био крајње скроман и ненаметљив”.
Широку популарност је стекао као интерпретатор босанске лирске песме - севдалинке.  Његове интерпретације сачуване су у архиву Радио-Сарајева. Ђезићеву прву грамофонску плочу са песмом Босно моја лијепих планина објавио је Југотон 1965. године. Осим интерпретације севдалинки, Ђезић се афирмисао и као аутор музике и текста за песму Разбоље се шимшир лист. И да ништа друго није компоновао и написао, то би било довољно да остане записан у музичкој историји.
Постхумно му је додељена награда Даворин 2003 за афирмацију оригиналне босанскохерцеговачке музике.
Преминуо је 18. октобра 2002. године, у Сарајеву.

## Фестивали
- 1966. Београдски сабор - Бехар паде
- 1967. Илиџа - Аземина (алтернација са Заимом Имамовићем), прва награда стручног жирија и награда за текст од стране жирија редакције Ослобођења
- 1967. Јесен '67 - Шта учини невјернице
- 1968. Илиџа - Ти припадаш другом, прва награда публике
- 1968. Илиџа - У срцу те носим, друга награда стручног жирија
- 1970. Илиџа - Зашто ме остављаш
- 1972. Илиџа - Од Сарајки љепших жена нема
- 1972. Београдски сабор - Друже стари
- 1973. Београдски сабор - Дођи пјесмо моја
- 1982. Илиџа - Тихо, тихо / Сарајево град, прва награда стручног жирија и најбоља песма у целини
- 1985. Фестивал народне музике, Сарајево - Мала моја са Бјелава
- 1987. Илиџа - Да сам сјајна мјесечина (Вече посвећено композитору Јози Пенави)
- 1988. Илиџа - Гонџе ружо
- 1988. Вогошћа, Сарајево - Љубомора
- 1990. Вогошћа, Сарајево - Ко ли ми те љуби љепотице
- 1990. Вогошћа, Сарајево - Разбоље се шимшир лист (Гост ревијалног дела фестивала)